# 萨达·汤普森
萨达·汤普森（英語：Sada Thompson，1927年9月27日—2011年5月4日），女，美国演员。曾获得黄金时段艾美奖戏剧类电视系列剧最佳女主角。